# Erythroxylum buxus
Erythroxylum buxus är en tvåhjärtbladig växtart som beskrevs av Johann Joseph Peyritsch. Erythroxylum buxus ingår i släktet Erythroxylum och familjen Erythroxylaceae. Inga underarter finns listade i Catalogue of Life.